# Служба «ASAN»
Служба «ASAN» (азерб. «ASAN xidmət», англ. Azerbaijan Service and Assesment Network) — государственное агентство по оказанию услуг гражданам и социальным инновациям Азербайджана при Президенте Азербайджана.
Служба «ASAN» — центр оказания услуг населению, который сосредоточил в себе услуги государственных органов и частных организаций.

## История
Служба «ASAN» была создана на основании указа президента Азербайджана Ильхама Алиева № 685 от 13 июля 2012 года с целью сокращения дополнительных расходов и потери времени гражданами, дальнейшего повышения профессионального уровня, прозрачности, доверия к государственным органам, более широкого использования электронных услуг.
9 декабря 2012 года в Баку состоялось открытие Центра Службы «ASAN» № 1. В церемонии открытия принял участие президент страны Ильхам Алиев. Центр стал оказывать услуги населению с 15 января 2013 года. Позднее в столице открылось ещё четыре центра службы. Пятый центр открылся 14 июля 2015 года.
В мае 2013 года состоялось открытие Сумгаитского центра службы «ASAN».
15 декабря 2014 года центр службы «ASAN» открылся в Сабирабаде. 12 марта 2015 года состоялось открытие центра службы «ASAN» в городе Барда.

Служба «ASAN»

В 2013 году передвижная служба «ASAN» начала предоставлять услуги в ряде регионов Азербайджана, где отсутствуют центры службы.
В августе 2016 года открыт центр службы «ASAN» в городе Габала, в сентябре 2016 года центр службы «ASAN» был открыт в городе Масаллы.
Служба «ASAN» постоянно развивается, расширяя количество предоставляемых населению республики услуг. С целью упрощения оказания коммунальных услуг физическим и юридическим лицам в декабре 2016 года и в марте 2017 года в городе Баку были созданы два центра коммунального обслуживания «ASAN Kommunal».
C целью облегчения порядка выдачи иностранцам виз для въезда в республику с января 2017 года была запущена электронная система получения виз «ASAN VİZA».
24 декабря 2015 года было открыто ASAN Radio. С 15 марта 2024 года запускается ASAN TV.
12 ноября 2018 года при службе открыт Центр развития электронного правительства. При центре действуют Центр инкубации и акселерации «INNOLAND», учебно-образовательный центр информационных технологий.
С 2024 года в центрах «ASAN» на смарт-мониторах действует раздел, с помощью которого граждане могут проверить свои имена в списках избирателей, узнать свой избирательный округ и избирательный участок.

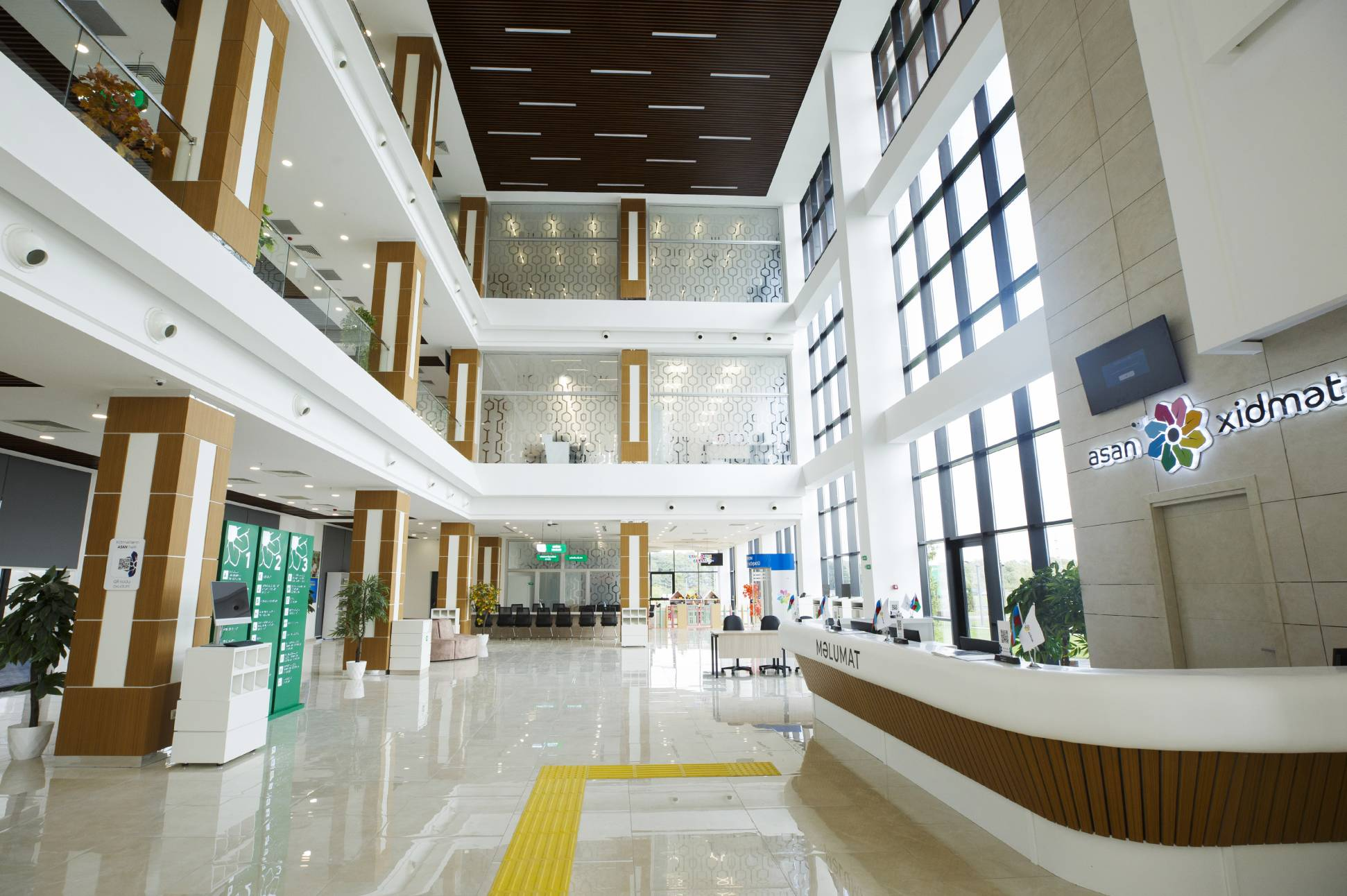
Служба «ASAN»

## Функции
Служба «ASAN» — центр оказания услуг населению, который сосредоточил в себе услуги государственных органов, частных организаций. Во избежание необходимости обращаться в каждый государственный орган отдельно граждане могут обращаться в службу «ASAN» за услугами различных государственных органов и организаций.

## Центры
| №  | Центр                         | Дата открытия    | Сфера деятельности |
| -- | ----------------------------- | ---------------- | --- |
| 1  | Центр Службы «ASAN» № 1       | 15 Января 2013   | Граждане, зарегистрированные в Баку |
| 2  | Центр Службы «ASAN» № 2       | 24 Мая 2013      | Граждане, зарегистрированные в Баку |
| 3  | Центр Службы «ASAN» № 3       | 17 Сентября 2013 | Граждане, зарегистрированные в Баку |
| 4  | Центр Службы «ASAN» № 4       | 7 Май 2014       | Граждане, зарегистрированные в Баку |
| 5  | Центр Службы «ASAN» № 5       | 14 Июля 2015     | Граждане, зарегистрированные в Баку |
| 6  | Центр Службы «ASAN» № 6       | 3 августа 2021   | Граждане, зарегистрированные в Баку |
| 7  | Центр Службы «ASAN» № 7       | 28 мая 2022      | Граждане, зарегистрированные в Баку |
| 8  | Сумгаит Региональный центр №1 | 3 Мая 2013       | Граждане, зарегистрированные в Сумгаите, Абшероне, Хызы, Сиязане, Шабране, Губе, Гусаре, Хачмазе, Шамахе и Гобустане                                     |
| 9  | Сумгаит Региональный центр №2 | 20 июля 2022     | Граждане, зарегистрированные в Сумгаите, Абшероне, Хызы, Сиязане, Шабране, Губе, Гусаре, Хачмазе, Шамахе и Гобустане                                     |
| 10 | Гянджа Региональный центр №1  | 21 Декабря 2013  | Граждане, зарегистрированные в Гяндже, Шамкире, Гедабеке, Дашкесане, Гейгеле, Геранбойе, Самухе, Нафталане, Кельбаджаре и Ходжалы                        |
| 11 | Гянджа Региональный центр №2  | 31 января 2022   | Граждане, зарегистрированные в Гяндже, Шамкирском, Гедабекском, Гейгельском, Геранбойском, Самухском, Нафталанском, Кяльбаджарском, Ходжалинском районах |
| 12 | Барда                         | 13 Марта 2015    | Граждане, зарегистрированные в Барде, Агдаме, Агджабеди, Агдаше, Лачине, Евлахе, Тартаре и Мингечевире                                                   |
| 13 | Сабирабад                     | 15 Декабря 2014  | Граждане, зарегистрированные в Сабирабаде, Саатлы, Имишли, Кюрдамире, Гаджигабуле, Сальяне, Бейлагане и Ширване                                          |
| 14 | Габала                        | 10 Августа 2016  | Граждане, зарегистрированные в Габале, Балакане, Загатале, Гахе, Шеки, Огузе, Исмаиллы, Агсу, Шамахе и Гобустане                                         |
| 15 | Масаллы                       | 3 Сентября 2016  | Граждане, зарегистрированные в Масаллы, Джалилабаде, Лянкяране, Астаре, Лерике и Ярдымли                                                                 |
| 16 | Губа                          | 7 Декабря 2017   | Граждане, зарегистрированные в Губе, Гусаре, Хачмазе и Шабране                                                                                           |
| 17 | Мингячевир                    | 27 Февраля 2018  | Граждане, зарегистрированные в Мингячевире, Евлахе, Агдаше и Гейчайе                                                                                     |
| 18 | Имишли                        | 22 Октября 2018  | Граждане, зарегистрированные в Имишли, Саатлы, Биласуваре, Бейлагане, Зардабе и Физули                                                                   |
| 19 | Шеки                          | 29 Октября 2018  | Граждане зарегистрированые в Шеки, Гахе, Загатале, Балакане и Огузе                                                                                      |
| 20 | Шемаха                        | 5 Декабря 2019   | Граждане зарегистрированые в Шемахе, Гобустане, Исмаиллы, Агсу и Гёйчае                                                                                  |
| 21 | Кюрдамир                      | 2 марта 2020     | Граждане зарегистрированые в Кюрдамир, Гаджигабуле, Агсу, Гёйчае, Уджаре и Зардабе                                                                       |
| 22 | Товуз                         | 5 марта 2020     | Граждане зарегистрированые в Товузе, Газахе, Агстафе, Шемкире, Гедабеке и Самухе                                                                         |
| 23 | Агджабеди                     | 3 июня 2020      | Граждане зарегистрированые в Агджабеди, Агдаме, Бейлагане, Джебраиле, Физули, Ходжалы, Ходжавенде, Шуше и Зардабе                                        |
| 24 | Балакен                       | 29 июля 2020     | Граждане зарегистрированые в Балакене, Загатале и Гахе                                                                                                   |
| 25 | Сальян                        | 18 апреля 2023   | Граждане, зарегистрированные в Сальянском, Нефтчалинском, Билясуварском, Ширванском районах                                                              |
| 26 | Нахичевань                    | 19 Февраля 2020  | Граждане, зарегистрированные в Нахичеванской АР |
| 27 | Ленкорань                     | 16 января 2024   | Граждане, зарегистрированные в Ленкоранском, Астаринском, Лерикском и Ярдымлинском районах                                                               |

Планируется открытие центров в Шуше, Агдаме, Джебраиле и Лачине. Идёт строительство центра в Шуше.

## Оказываемые услуги
На январь 2024 года в центрах оказывается около 400 услуг государственных органов и частных организаций. В центрах «ASAN kommunal» ОАО «Азеришыг», ОАО «Азерсу» и ПО «Азеригаз» предоставляется 55 услуг.
Внедрена оплата государственных услуг при помощи QR-кодов.

### Услуги, оказываемые государственными органами
Согласно указу президента Азербайджана Ильхама Алиева от 11 февраля 2014 года в центрах службы «ASAN» оказываются следующие услуги:
- Выдача удостоверения личности лицу, не имеющего гражданства и постоянно проживающего в Азербайджане, для выезда за пределы республики
- Выдача и замена удостоверения личности
- Замена водительского удостоверения
- Выдача справки о судимости
- Выдача выписок о первичной и повторной государственной регистрации имущественных прав на квартиры
- Выдача выписок о повторной государственной регистрации имущественных прав на индивидуальные жилые дома
- Регистрация недвижимого имущества, полученного на основании свидетельств о праве на наследство
- Выдача справок из госреестра по описанию недвижимости, по зарегистрированным государством правам и их ограничению
- Выдача технических паспортов на квартиры
- Выдача технических паспортов на индивидуальные жилые дома
- Регистрация банков, бирж, страхователей, страховых объединений и брокеров, представительств и филиалов иностранных юридических лиц
- Регистрация юридических лиц, осуществляющих деятельность в сфере сельского хозяйства
- Регистрация других юридических лиц
- Взятие на предпринимательский учет физических лиц
- Выдача архивных справок юридическим и физическим лицам
- Выдача и продление разрешения на временное проживание на территории Азербайджана
- Повторная выдача утерянных разрешений на временное или постоянное проживание на территории Азербайджана иностранцам и лицам без гражданства
- Выдача индивидуального разрешения на осуществление оплачиваемой трудовой деятельности на территории Азербайджана иностранцам и лицам без гражданства
- Выдача справок об информации по земельному кадастру
- Назначение трудовых пенсий
- Регистрация рождения
- Регистрация смерти
- Регистрация брака
- Регистрация расторжения брака
- Регистрация усыновления
- Регистрация установления отцовства
- Регистрация изменения имени, отчества и фамилии
- Выдача свидетельств (дубликатов) о государственной регистрации актов гражданского состояния
- Заверение договора об отчуждении недвижимого имущества или доли в находящемся в собственности предприятии, являющемся недвижимым имуществом
- Заверение договора о недвижимом имуществе (для предоставления во временное пользование жилых площадей)
- Заверение договора об отчуждении транспортного средства
- Заверение договора о бессрочном использовании земельных участков для строительства жилых домов
- Выдача свидетельств о праве на наследство всем установленным законом наследникам в порядке очередности
- Выдача свидетельств об имущественном праве на долю в общей собственности, приобретенной во время брака мужа и жены
- Заверение достоверности перевода документов с одного языка на другой (за каждую страницу), заверение достоверности копий документов и выписок, а также идентичности гражданина с лицом на фотографии.
- Заверение достоверности подписи на документах, а также достоверности подписи переводчика (для каждой подписи)
- Повторная выдача нотариально заверенных документов (дубликат)
- Принятие мер о защите наследственного имущества
- Составление морских протестов
- Ведение учета об исполнении
- Передача территорий физических и юридических лиц, государственных органов и муниципалитетов другим физическим и юридическим лицам, государственным органам и муниципалитетам
- Принятие в заранее согласованные сроки по предоставленному клиентом извещению
- Проведение нотариальных действий вне рабочего места по извещению, заранее представленному клиентом (за каждый час)
- Отметка об утверждении платежных (ценных) бумаг и оформление актов отказа (протеста)
- Прием документов для выдачи апостиля документам, предназначенным для использования за рубежом
- Взятие на военный учет или снятие с военного учета призывников и военнообязанных граждан в случае взятия на учет или снятия с учета по месту жительства

### Мобильная служба «ASAN»
С 1 июня 2013 года мобильные автобусы, оснащенные новейшим технологическим оборудованием, используются для обслуживания граждан, которые не могут прийти в центры для использования услуг, предоставляемых службой «ASAN». Мобильные автобусы остаются в каждом регионе около двух недель. В настоящее время количество обслуживаемых мобильных автобусов составляет десять. Граждане, зарегистрированные в Баку и Сумгаите, могут также воспользоваться этой услугой. До настоящего времени более 1 500 000 заявок были направлены в мобильные службы «ASAN».

### Поезд ASAN
В соответствии с поручением Президента Азербайджанской Республики г-на Ильхама Алиева была разработана концепция «Поезд ASAN», оснащенная современным техническим оборудованием для предоставления гражданам государственных услуг в регионах, где нет центров службы ASAN. Услуги предоставляются 4 государственными органами (Министерством Юстиции, Министерством Внутренних Дел, Государственным комитетом по Вопросам собственности, Министерством труда и социальной защиты населения).

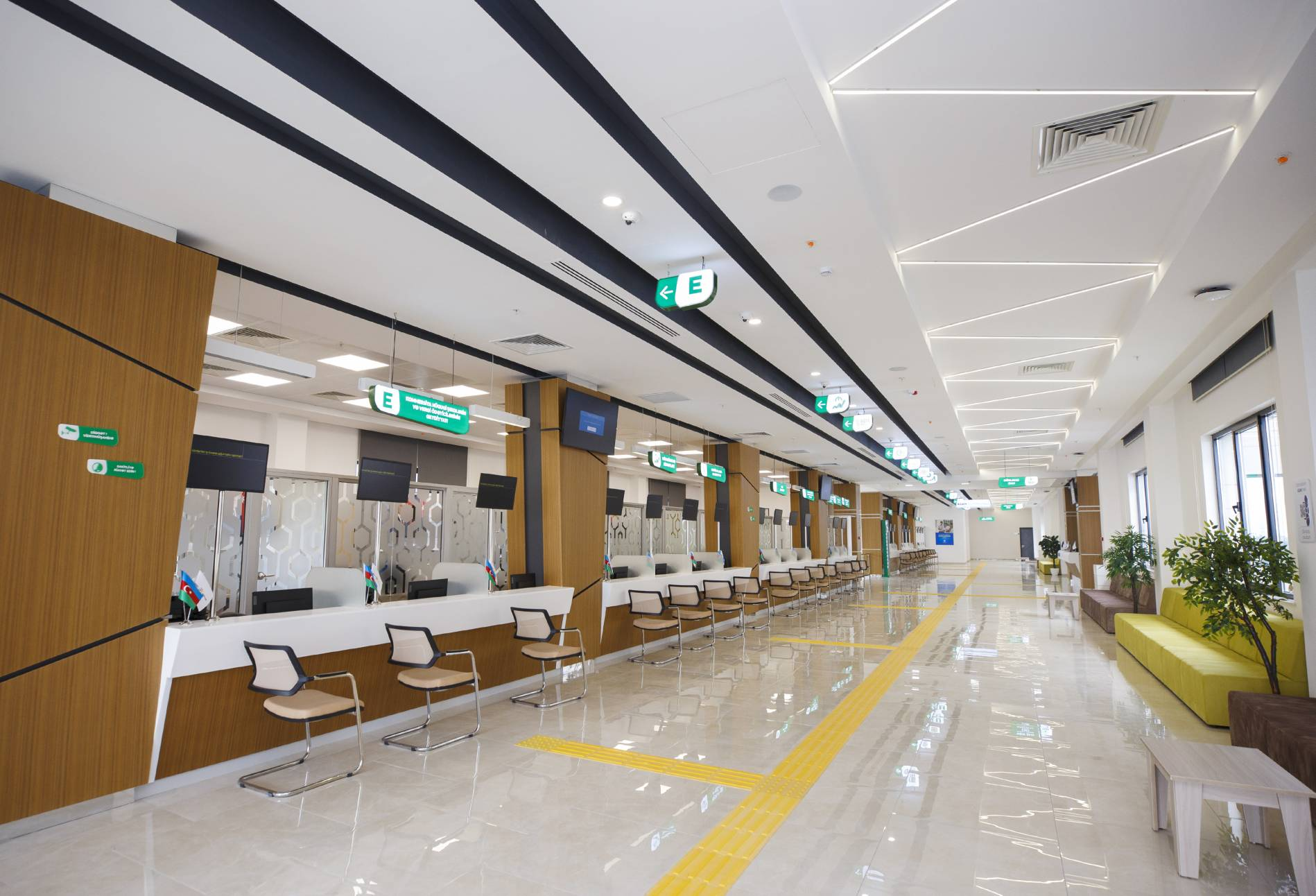
Служба «ASAN»

### ASAN Коммунал
По указу президента Ильхама Алиева в мае 2016 года создание центров «ASAN Коммунал» было поручено Государственному агентству по оказанию услуг гражданам и социальным инновациям. С целью создания «ASAN Коммунал» за короткий период совместно с соответствующими учреждениями были предприняты ряд мер. Центры «Асан Коммунал» предлагают 45 видов коммунальных услуг от Азеригаз, Азерсу, Азеришиг. В настоящее время в Баку функционирует 2 центра «ASAN Коммунал».

### ASAN Платежи
Положение о системе «ASAN платежи» было утверждено Указом Президента Азербайджанской Республики № 463 от 11 февраля 2015 года.
ASAN Платежи позволяет оплачивать штрафы, коммунальные платежи и другие платежи. Можно осуществлять круглосуточную оплату на услуги через терминалы "ASAN Payment, портал www.asanpay.az и мобильное приложение «ASAN Pay».

### ASAN Виза
Проект ASAN Виза был создан в соответствии с Указом Президента Азербайджанской Республики № 923 от 1 июня 2016 года "Об упрощении выдачи электронных виз и создании системы «ASAN Visa»
Система «ASAN VISA» работает в двух направлениях:
- Выдача электронных виз через электронный визовый портал www.evisa.gov.az;
- Предоставление виз в международных аэропортах, расположенных в Азербайджане.[33]

### ASAN Финансы
Проект «ASAN Finance» был создан Центром развития электронного правительства для предоставления финансовым учреждениям доступа к государственным информационным ресурсам.
Назначение системы:
- Единые электронные услуги по финансовым услугам через портал электронного правительства;
- Создание электронной платформы для поставщиков финансовых информационных услуг в публичных информационных ресурсах и системах.[34]

### Услуги функциональной поддержки
Центры cлужбы ASAN также предоставляют услуги по продаже билетов для банковских, страховых, юридических, медицинских, трансляционных, фото и культурных мероприятий.

### Другие услуги
- Колл Центр. Благодаря Колл-Центру граждане могут получить информацию об услугах, предоставляемых в центрах службы «ASAN», а также адресовать свои предложения и замечания. Эта услуга была создана в 2013 году
- Онлайн-Очередь. Для использования услуг, предоставляемых в центрах службы «ASAN», можно занять очередь посетив сайт службы «ASAN»
- Самообслуживание. Благодаря имеющим доступ к интернету компьютерам в центрах службы «ASAN», граждане имеют доступ к информации об общественных услугах.
- Банк Идей. Через Банк Идей граждане могут сами делать свои предложения для развития системы.
- Доставка документов. Одной из услуг, предлагаемых в центрах службы «ASAN», является «Доставка документов». Этот пилотный проект предлагается только в службах «ASAN» № 1, 2, 3 и 5.

Начато внедрение службы «ƏN TEZ» Министерства юстиции Азербайджана. Служба позволяет в формате видеозвонка дистанционно пользоваться нотариальными услугами, осуществлять государственную регистрацию актов гражданского состояния, обращаться в суд и возбуждать исполнительное производство по исполнению судебных решений и получать иные услуги министерства в онлайн формате.

## Молодежная организация «Добровольцы ASAN»
Молодежная организация «Добровольцы ASAN» объединяет добровольцев, работающих в центрах службы ASAN. Организация была создана в 2013 году. В этом же году был организован первый конгресс организации. Организация организует тренинги для волонтеров, различные проекты и летние школы.

Ленкоранский региональный центр Службы «ASAN»

## Статистика
На 8 января 2024 года во все центры ASAN с момента открытия поступило 70 млн. обращений от более 8 млн 890 тыс чел.
В следующей таблице представлены юбилейные заявки, зарегистрированные в центрах службы ASAN:
| Количество   | Дата             | Зарегистрированный центр      |
| ------------ | ---------------- | ----------------------------- |
| 1 миллион    | 23 января 2014   | Центр службы "ASAN" №1        |
| 2 миллиона   | информации нет   | информации нет                |
| 3 миллиона   | информации нет   | информации нет                |
| 4 миллиона   | информации нет   | информации нет                |
| 5 миллионов  | информации нет   | информации нет                |
| 6 миллионов  | информации нет   | информации нет                |
| 7 миллионов  | 2 декабря 2015   | центр службы "ASAN" Сабирабад |
| 8 миллионов  | 11 февраля 2016  | Мобильная служба "ASAN"       |
| 9 миллионов  | информации нет   | информации нет                |
| 10 миллионов | 10 июня 2016     | Центр службы "ASAN" №5 Баку   |
| 11 миллионов | информации нет   | информации нет                |
| 12 миллионов | 20 октября 2016  | Центр службы "ASAN" №5 Баку   |
| 18 миллионов | 30 октября       | Центр службы "ASAN" Гянджа    |
| 19 миллионов | 8 января 2018    | Центр службы "ASAN" №1 Баку   |
| 21 миллион   | 16 апреля 2018   | Поезд ASAN                    |
| 22 миллиона  | 8 июня 2018      | Мобильная служба ASAN         |
| 23 миллиона  | 26 июля 2018     | Мобильная служба ASAN         |
| 24 миллиона  | 10 Сентября 2018 | Центр службы "ASAN" Сумгаит   |
| 25 миллионов | 5 Ноября 2018    | Центр службы "ASAN" №5 Баку   |
| 26 миллионов | 25 Декабря 2018  | Центр службы "ASAN" Шеки      |
| 27 миллионов | 13 Февраля 2019  | Центр "ASAN Коммунал" №1 Баку |

## Награды
- В 2015 году служба «ASAN» была удостоена «Премии государственной службы ООН» в категории «Улучшение предоставления государственных услуг»[36][37].
- Премия Британского совета охраны труда за «Безопасную рабочую среду в организации реализации государственных услуг» (2015 год)[38].
- Национальная интернет-премия NETTY-2018 в номинации «Государственный сайт» (2018 год)[39].

## Галерея

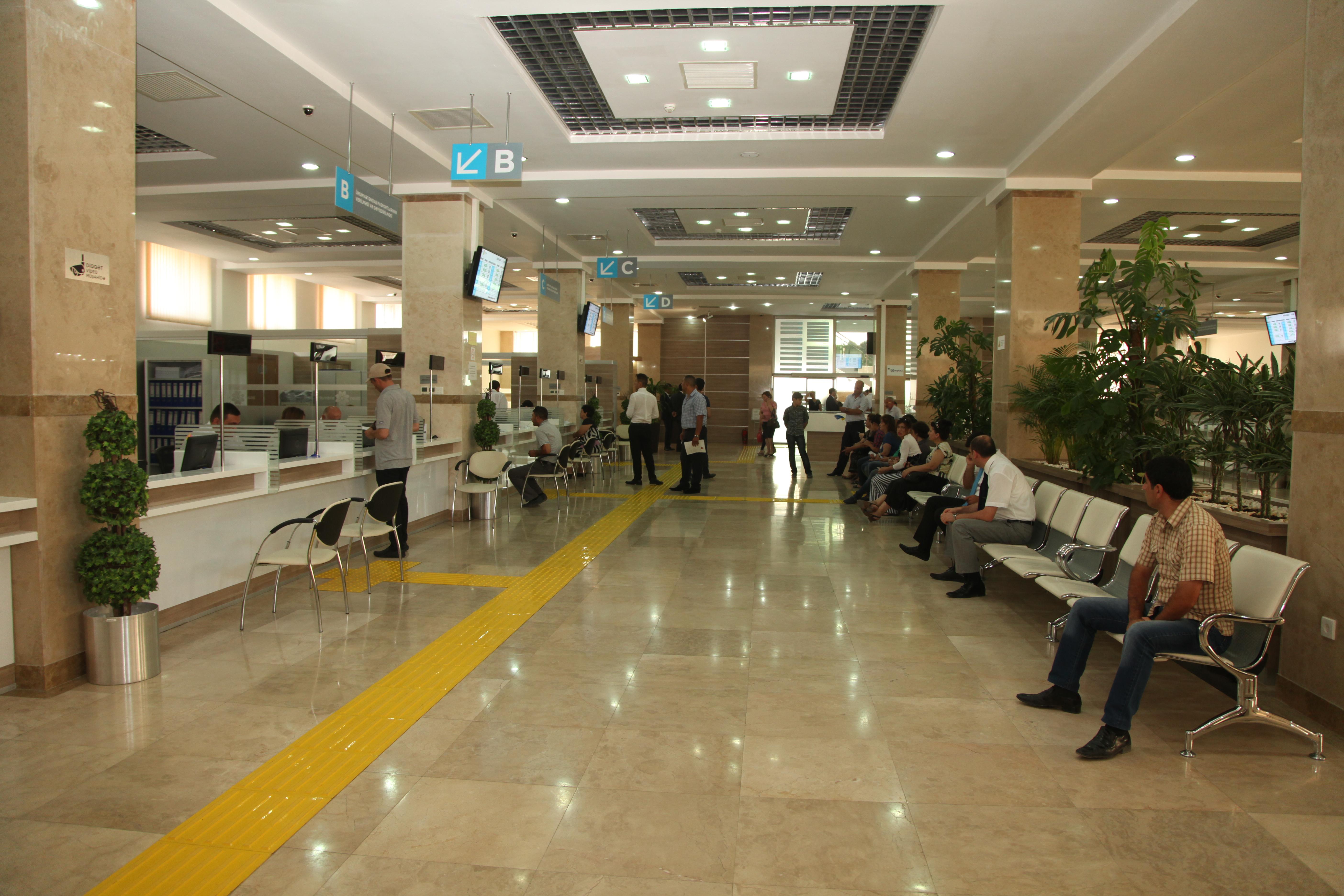
В здании одного из центров службы «ASAN» в Баку
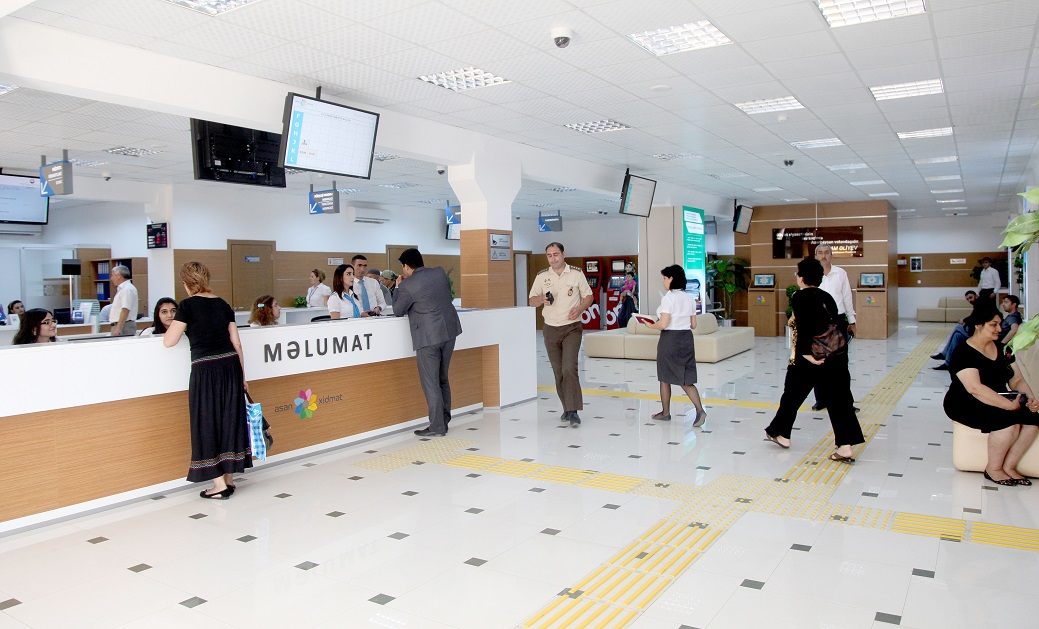
В здании центра службы «ASAN» в Сумгаите
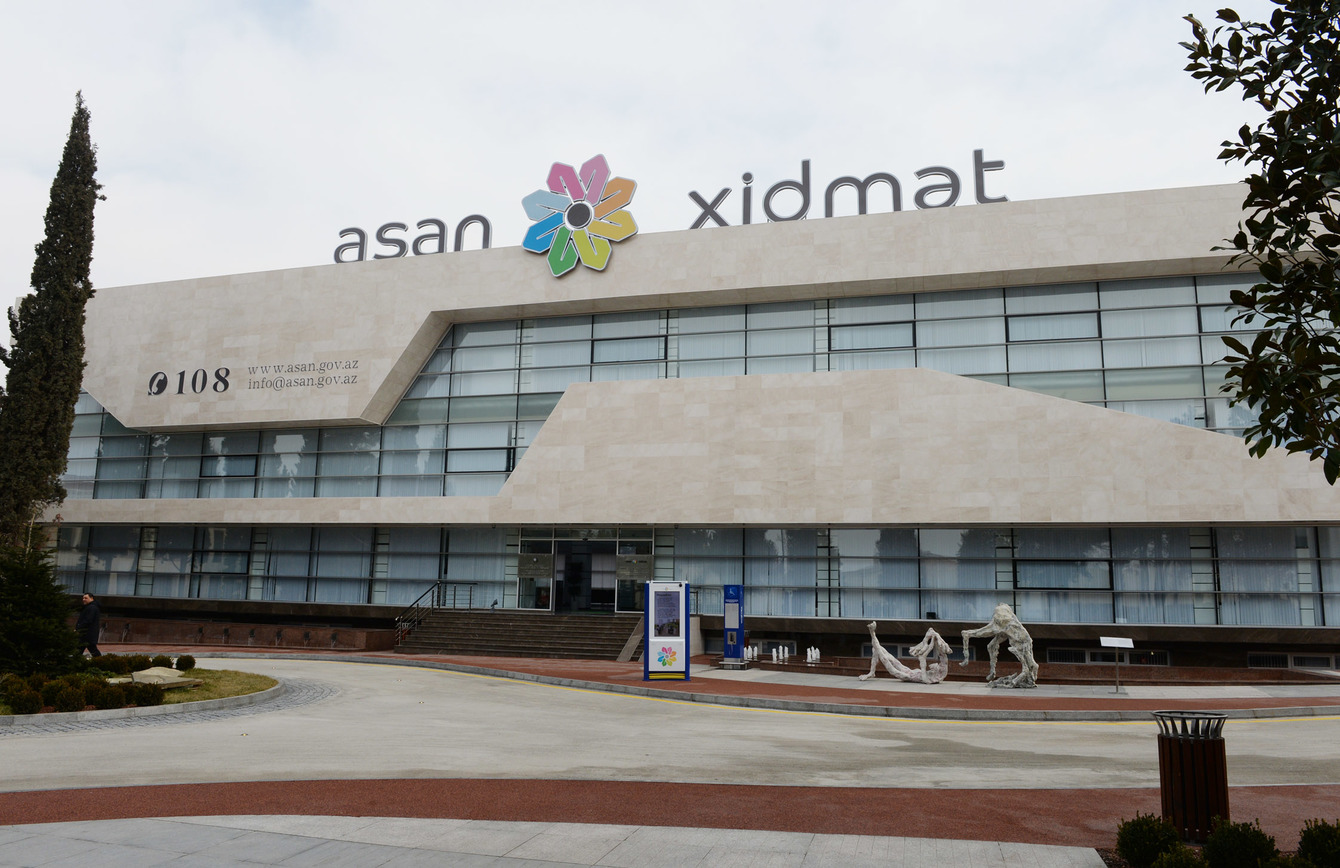
Здание центра службы «ASAN» в Гяндже
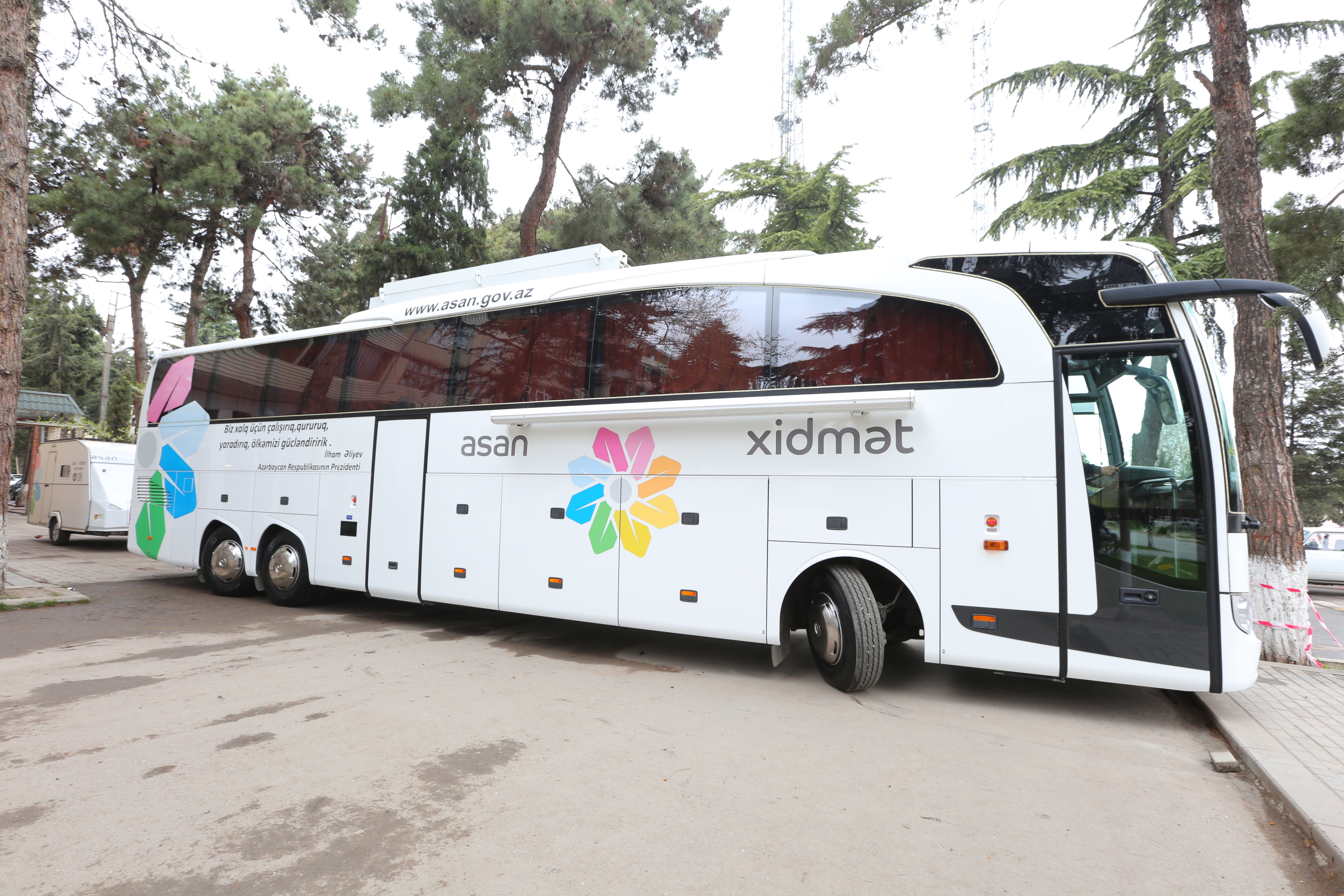
Специальный мобильный автобус службы «ASAN»